# برشاوشان شعيري
برشاوشان شعيري (الاسم العلمي:Adiantum capillatum) هو نوع من النباتات يتبع جنس البرشاوشان من الفصيلة الديشارية.